# البطولة الكندية 2011
البطولة الكندية لكرة القدم 2011 (بالإنجليزية: 2011 Canadian Championship)‏ هو الموسم 4 من البطولة الكندية لكرة القدم. أقيم خلال الفترة 27 أبريل 2011 وحتى 2 يوليو 2011، وأشرف على تنظيمه اتحاد كندا لكرة القدم، وكان عدد الأندية المشاركة فيه 4، وفاز فيه نادي تورونتو.